# Maevatanana (stad)
Maevatanana is de hoofdstad van de regio Betsiboka in Madagaskar. 

## Geschiedenis
Tot 1 oktober 2009 lag Maevatanana in de provincie Mahajanga. Deze werd echter opgeheven en vervangen door de regio Betsiboka. Tijdens deze wijziging werden alle autonome provincies opgeheven en vervangen door de in totaal 22 regio's van Madagaskar.

## Infrastructuur
Naast het basisonderwijs biedt de stad zowel middelbaar als hoger onderwijs aan. De stad beschikt tevens over haar eigen ziekenhuis.

## Economie
Landbouw en veeteelt bieden werkgelegenheid aan respectievelijk 80% en 0,5% van de beroepsbevolking. Het belangrijkste gewas in Maevatanana is rijst, terwijl andere belangrijke producten tabak en zoete aardappelen betreffen. In de industriële en dienstensector werkt respectievelijk 5% en 15% van de bevolking. Daarnaast werkt 13% van de bevolking in de visserij.